# Ульяновская ТЭЦ-2
Ульяновская ТЭЦ-2 — теплоэлектроцентраль, расположенная в Заволжском районе города Ульяновск Ульяновской области России. Входит в состав Ульяновского филиала ПАО «Т Плюс».
Поставляет электрическую энергию и мощность на оптовый рынок электрической энергии и мощности. Является основным источником тепловой энергии для системы централизованного теплоснабжения Заволжского района города, включая предприятия Ульяновского авиационно-промышленного комплекса. Установленная электрическая мощность — 417 МВт, тепловая — 1401 Гкал/час.

## История
Решение о строительстве в левобережной части Ульяновска теплоэлектроцентрали для электро- и теплоснабжения Ульяновского авиационно-промышленного комплекса и Заволжского района было принято в конце 1976 года. Строительство началось в 1977 году и велось с опережающим сооружением водогрейной котельной. Первый котёл был запущен в 1978 году для подачи тепла в корпуса строящегося авиационного завода. С 1980 года началось строительство главного корпуса будущей ТЭЦ.
Первый энергоблок был введён в эксплуатацию в 1985 году, второй — в 1989 году, третий — в 1993 году.
Станция проектировалась на сжигание кузнецких углей марки CC, а мазут марки М-40 и М-60, как резервный. 
С 1985 года станция перешла на сжигание мазута, а уголь стал резервным топливом.
В 1989 году оборудование станции начали переводить на природный газ, но из-за малого объёма поставляемого газа пришлось отказаться. И только с 1997 года перешли на газ, а мазут остался как резервный.
В конце 90-х из-за ухудшения экономической обстановки и неплатежей потребителей за тепло третий турбоагрегат был законсервирован. В 2010—2011 гг. третий блок был расконсервирован и переведён на использование природного газа.
В ходе реформы РАО ЕЭС России ТЭЦ-2, как и другие ТЭЦ города, вошла в состав Волжской ТГК, позднее (в 2015 году) переименованной в ПАО «Т Плюс».

## Описание
Ульяновская энергосистема работает в составе объединенной энергосистемы Средней Волги. Установленная электрическая мощность Ульяновской ТЭЦ-2 на начало 2016 года составляет 417 МВт или 44 % от общей мощности электростанций региона. Выработка электроэнергии в 2015 г. составила 1038,1 млн кВт⋅ч, доля теплофикационной выработки — 53,4 %.
Ульяновская ТЭЦ-2 работает в режиме комбинированной выработки электрической и тепловой энергии. Является одним из основных источников тепловой энергии для системы централизованного теплоснабжения города. Установленная тепловая мощность станции — 1401 Гкал/ч, из них на отборы турбин приходится 661 Гкал/ч (теплофикационные отборы — 455 Гкал/ч, производственные — 206 Гкал/ч). Пар промышленным потребителям не отпускается.
По величине электрической и тепловой мощности Ульяновская ТЭЦ-2 уступает ТЭЦ-1 и является второй по величине электростанцией региона.
Тепловая схема Ульяновской ТЭЦ-2 — блочная, с давлением свежего пара 13,0 МПа без промперегрева. Основное оборудование включает:
- 5 энергетических (паровых) котлов ТПЕ-429 на давление 14,0 МПа;
- 3 турбоагрегата на давление свежего пара 13,0 МПа (без промперегрева):
  - ПТ-140-130/15-2 мощностью 142 МВт;
  - Т-185/220-130-2 мощностью 175 МВт;
  - Т-185/220-130-2 мощностью 100 МВт;
- 3 водогрейных котлов для покрытия пиковых тепловых нагрузок.

В качестве основного топлива используется магистральный природный газ (кроме одного водогрейного котла, работающего на мазуте), резервное топливо — мазут. Водозабор на технологические нужды осуществляется из подземного источника — Архангельского грунтового водозабора.

## Факты
- С 1994 по 2008 года УТЭЦ-2 являлось спонсором футбольного клуба «Энергия», Ульяновск. Президентом клуба был директор предприятия Егоров Николай Михайлович.
- 19 февраля 2002 года УТЭЦ-2 посетил Председатель Правительства Российской Федерации Касьянов Михаил Михайлович, вице-премьер РФ  Клебанов Илья Иосифович, министр экономического развития и торговли РФ Греф Герман Оскарович, глава РАО «ЕЭС России» Чубайс Анатолий Борисович, глава Госстроя Шамузафаров Анвар Шамухамедович, первый заместитель министра финансов РФ Улюкаев Алексей Валентинович.

## Директора
- Клементьев ( - 1989),

- Егоров Н.М. (1989 - 2009),

- Антонов (2009 - ),

## Перечень основного оборудования
| Агрегат                              | Тип                 | Изготовитель                                     | Количество | Ввод в эксплуатацию             | Основные характеристики | Основные характеристики | Источники   |
| Агрегат                              | Тип                 | Изготовитель                                     | Количество | Ввод в эксплуатацию             | Параметр                | Значение                | Источники   |
| ------------------------------------ | ------------------- | ------------------------------------------------ | ---------- | ------------------------------- | ----------------------- | ----------------------- | ----------- |
| Оборудование паротурбинных установок |                     |                                                  |            |                                 |                         |                         |             |
| Паровой котёл                        | ТПЕ-429             | Таганрогский котельный завод «Красный котельщик» | 5          | 1985 г. 1986 г. 1989 г. 1993 г. | Топливо                 | газ                     | [ 6 ] [ 7 ] |
| Паровой котёл                        | ТПЕ-429             | Таганрогский котельный завод «Красный котельщик» | 5          | 1985 г. 1986 г. 1989 г. 1993 г. | Производительность      | 400 т/ч                 | [ 6 ] [ 7 ] |
| Паровой котёл                        | ТПЕ-429             | Таганрогский котельный завод «Красный котельщик» | 5          | 1985 г. 1986 г. 1989 г. 1993 г. | Параметры пара          | 140 кгс/см2, 560 °С     | [ 6 ] [ 7 ] |
| Паровая турбина                      | ПТ-140/165-130/15-2 | Уральский турбинный завод                        | 1          | 1985 г.                         | Установленная мощность  | 142 МВт                 | [ 6 ] [ 7 ] |
| Паровая турбина                      | ПТ-140/165-130/15-2 | Уральский турбинный завод                        | 1          | 1985 г.                         | Тепловая нагрузка       | 321 Гкал/ч              | [ 6 ] [ 7 ] |
| Паровая турбина                      | Т-175/210-130-2     | Уральский турбинный завод                        | 1          | 1989 г.                         | Установленная мощность  | 175 МВт                 | [ 6 ] [ 7 ] |
| Паровая турбина                      | Т-175/210-130-2     | Уральский турбинный завод                        | 1          | 1989 г.                         | Тепловая нагрузка       | 280 Гкал/ч              | [ 6 ] [ 7 ] |
| Паровая турбина                      | Т-185/220-130-2     | Уральский турбинный завод                        | 1          | 1993 г.                         | Установленная мощность  | 100 МВт                 | [ 6 ] [ 7 ] |
| Паровая турбина                      | Т-185/220-130-2     | Уральский турбинный завод                        | 1          | 1993 г.                         | Тепловая нагрузка       | 60 Гкал/ч               | [ 6 ] [ 7 ] |
| Водогрейное оборудование             |                     |                                                  |            |                                 |                         |                         |             |
| Водогрейный котёл                    | КВТК-100-150        | Барнаульский котельный завод                     | 2          | 1982 г. 1983 г.                 | Топливо                 | мазут                   | [ 6 ] [ 7 ] |
| Водогрейный котёл                    | КВТК-100-150        | Барнаульский котельный завод                     | 2          | 1982 г. 1983 г.                 | Производительность      | 100 Гкал/ч              | [ 6 ] [ 7 ] |
| Водогрейный котёл                    | КВГМ-180-150        | Барнаульский котельный завод                     | 3          | 1984 г. 1986 г.                 | Топливо                 | газ                     | [ 6 ] [ 7 ] |
| Водогрейный котёл                    | КВГМ-180-150        | Барнаульский котельный завод                     | 3          | 1984 г. 1986 г.                 | Производительность      | 180 Гкал/ч              | [ 6 ] [ 7 ] |